# ベル・フックス

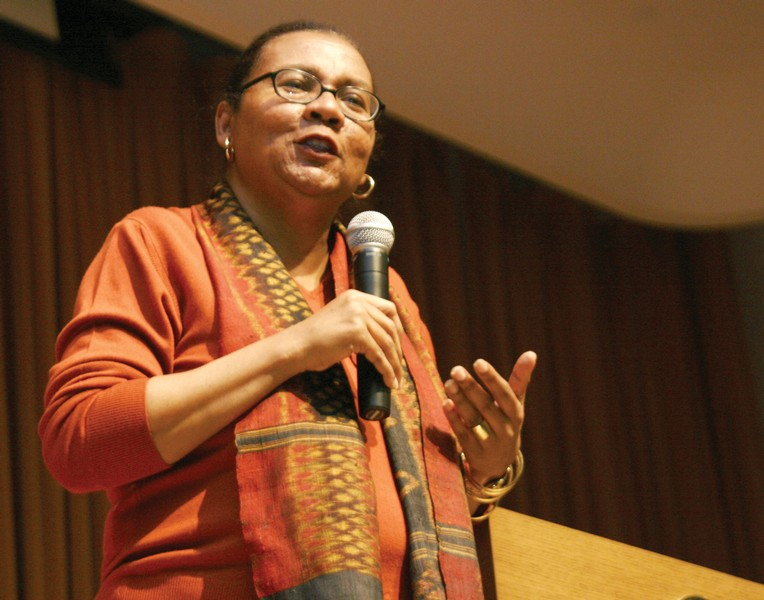
ベル・フックス

ベル・フックス（bell hooks、本名：Gloria Jean Watkins、1952年9月25日 - 2021年12月15日）は、アフリカ系アメリカ人の知識人であり社会活動家、フェミニストでもある女性である。ニューヨーク市立大学シティカレッジ教授。

## 人物
フックスは、人種、階級、ジェンダーの相互関連性、及びそれらが抑圧と支配のシステムをつくりだし、永続化させてしまう力を持っているということに焦点を当てて研究している。
30冊以上の著書や多数の著名な学術論説やメインストリーム（mainstream、障害者にも健常者と同じ生活や暮らしのリズムをと訴えるノーマライゼーションのアメリカでの呼び名。ちなみにアメリカでのノーマライゼーションは白人とアフリカ系アメリカ人の対等の権利や機会のこと）に関する記事を執筆している。また、数本のドキュメンタリー映画に出演し、多くの講演も行っている。
黒人女性という観点を基底としながら、教育、芸術、歴史、セクシャリティ、マスメディア、フェミニズム等における人種、社会的階層、ジェンダー問題に取り組んでいる。

## ペンネーム
フックスは母親と祖母の名前を使っている。名前と苗字の両方の頭文字を小文字にしているが、それは彼女の仕事の中で大切なものは、本人曰く「私がどんな人物であるかということよりも、本の内容」ということを示すものである。

## 誕生から大学時代まで
1952年9月25日にケンタッキー州ホプキンスヴィルに生まれる。本名グロリア・ジーン・ワトキンズ。労働者階級の家に5人の姉妹と1人の兄弟とともに育つ。父親のヴェオディス・ワトキンズは守衛、母親のローザ・ベル・ワトキンズは専業主婦。 
フックスは黒人コミュニティーの日常的に虐待のある家庭で育った。貧しい黒人の女性として育った経験は彼女自身に深い影響を与え、執筆や運動を豊かにしている。
フックスは、当初、人種分離の公立高校に通っていた。その後、白人、黒人共学の高校に移ってからは、彼女はかなり厳しいストレスに見舞われた。教師も生徒も圧倒的に白人が占めていたからである。彼女は、ホプキンスヴィルのクリスパス・アタック高校を卒業した。
その後1973年、スタンフォード大学で英語学を学び学士号を取得。1976年同じ英語学でウィスコンシン大学マディソン校から修士号を取得する。1983年、長年教育と著述に携わってきた後、フックスは、カリフォルニア大学サンタクルーズ校にて文学博士号を修了。論文のテーマはアフリカ系アメリカ人作家トニ・モリスンについてである。

## 賞とノミネート
- 1991年　Yearning: Race, Gender, and Cultural Politics: The American Book Awards/ Before Columbus Foundation Award [2]
- 1994年　bell hooks: The Writer's Award from the Lila Wallace–Reader's Digest Fund[3]
- 2001年　Happy to Be Nappy: NAACP Image Award nominee[4]　全米黒人地位向上協会（NAACP）
- 2002年　Homemade Love: The Bank Street College Children's Book of the Year[5]
- 2002年　Salvation: Black People and Love: Hurston/Wright Legacy Award nominee[6]
- 2007年　bell hooks: Utne Reader's "100 Visionaries Who Could Change Your Life"[7][8]
- 2007年　bell hooks: The Atlantic Monthly's "One of our nation's leading public intellectuals"[7] アトランティック誌
- 2020年　bell hooks: TIME 100 Women of the Year[9]　1920年にアメリカで女性が参政権を認められてから100周年を記念してタイム誌が発表した「1920年から2019年までの過去100年分の『今年の女性』」に選出

## 主な著書

### 単著
- Ain’t I a Woman?: Black Women and Feminism (1981) ISBN 0-89608-129-X　『アメリカ黒人女性とフェミニズム ベル・フックスの「私は女ではないの?」』大類久恵監訳 柳沢圭子訳 明石書店 2010
- Feminist Theory: From Margin to Center (1984) ISBN 0-89608-614-3　『ベル・フックスの「フェミニズム理論」ー周辺から中心へー』野﨑佐和　毛塚翠 [訳] あけび書房 2017
- Talking Back: Thinking Feminist, Thinking Black (1989) ISBN 0-921284-09-8
- Yearning: Race, Gender, and Cultural Politics (1990) ISBN 0-921284-34-9
- Black Looks: Race and Representation (1992) ISBN 0-89608-433-7
- Sisters of the Yam: Black Women and Self-recovery (1993) ISBN 1-896357-99-7
- Teaching to Transgress: Education As the Practice of Freedom (1994) ISBN 0-415-90808-6　（里見実・堀田碧・朴和美・吉原令子訳 『とびこえよ、その囲いを―自由の実践としてのフェミニズム教育』新水社, 2006年）
- Outlaw Culture: Resisting Representations (1994) ISBN 0-415-90811-6
- Art on My Mind: Visual Politics (1995) ISBN 1-56584-263-4 『アート・オン・マイ・マインド アフリカ系アメリカ人芸術における人種・ジェンダー・階級』杉山直子訳 三元社 2012
- Killing Rage: Ending Racism (1995) ISBN 0-8050-5027-2
- Bone Black: Memories of Girlhood (1996) ISBN 0-8050-5512-6
- Reel to Real: Race, Sex, and Class at the Movies (1996)
- Wounds of Passion: A Writing Life (1997) ISBN 0-8050-5722-6
- Happy to be Nappy (1999) ISBN 0-7868-0427-0
- Remembered Rapture: The Writer at Work (1999) ISBN 0-8050-5910-5
- All About Love: New Visions (2000) ISBN 0-06-095947-9 『オール・アバウト・ラブ 愛をめぐる13の試論』宮本敬子, 大塚由美子訳 春風社 2016
- Feminism is for Everybody: Passionate Politics (2000) ISBN 0-89608-629-1　（堀田碧訳 『フェミニズムはみんなのもの―情熱の政治学』新水社, 2000年）
- Where We Stand: Class Matters (2000) ISBN 9780415929134
- Justice: Childhood Love Lessons (2000)
- Salvation: Black People and Love (2001) ISBN 0-06-095949-5
- Communion: The Female Search for Love (2002) ISBN 0-06-093829-3
- Homemade Love (2002) ISBN 0-7868-0643-5
- Be Boy Buzz (2002) ISBN 0-7868-0814-4
- Rock My Soul: Black People and Self-esteem (2003) ISBN 0-7434-5605-X
- The Will to Change: Men, Masculinity, and Love (2003) ISBN 0-7434-5607-6
- Teaching Community: A Pedagogy of Hope (2003) ISBN 0-415-96817-8
- We Real Cool: Black Men and Masculinity (2004) ISBN 0-415-96926-3
- Skin Again (2004) ISBN 0-7868-0825-X
- Space (2004) ISBN 0-415-96816-X
- Soul Sister: Women, Friendship, and Fulfillment (2005) ISBN 0-89608-735-2
- Witness (2006) ISBN 0-89608-759-X

### 共著
- Breaking Bread: Insurgent Black Intellectual Life (1991) (with Cornel West) ISBN 0-89608-414-0